# Na Mèo
Na Mèo là một xã thuộc tỉnh Thanh Hóa, Việt Nam.
Trên địa bàn xã có Cửa khẩu Na Mèo, là cửa khẩu quốc tế đường bộ duy nhất của tỉnh Thanh Hóa, thông thương sang Cửa khẩu Namsoi (Nậm Xôi) của Lào.

## Địa lý
Xã Na Mèo nằm ở vùng cao phía tây bắc tỉnh Thanh Hóa, là nơi sông Luồng bắt đầu chảy vào Việt Nam, có vị trí địa lý:
- Phía đông nam giáp xã Mường Mìn
- Phía bắc và đông bắc giáp xã Sơn Thủy
- Phía tây và tây nam giáp nước Lào.

Xã Na Mèo có diện tích tự nhiên 127,44 km², quy mô dân số năm 2024 là 4.174 người, mật độ dân số đạt 33 người/km².
Quốc lộ 217 chạy qua địa bàn xã đến Cửa khẩu quốc tế Na Mèo, thông thương sang tỉnh Hủa Phăn của Lào.

## Lịch sử
Trước Cách mạng tháng Tám năm 1945, địa bàn ngày nay của xã Na Mèo thuộc xã Hữu Xuyên, là một phần của mường Xia, tổng Hữu Thủy, châu Quan Hóa. Sau Cách mạng tháng Tám, xã Na Mèo là một phần của xã Sơn Thủy (thuộc huyện Quan Hóa, từ cuối năm 1996 chuyển sang huyện Quan Sơn).
Ngày 5 tháng 8 năm 1999, Chính phủ ban hành Nghị định số 65/1999/NĐ-CP (có hiệu lực từ ngày 20 tháng 8 cùng năm). Theo đó, xã Na Mèo được thành lập trên cơ sở tách 12.195 ha và 2.605 người ở phía tây của xã Sơn Thủy.
Năm 2018, xã Na Mèo có 10 bản. Ngày 11 tháng 7 cùng năm, Hội đồng nhân dân tỉnh Thanh Hóa khóa XVII thông qua Nghị quyết về việc sắp xếp thôn, tổ dân phố trên địa bàn tỉnh. Theo đó, nhập bản Bo và bản Hiềng thành bản Bo Hiềng; xã Na Mèo còn 9 bản.
Ngày 16 tháng 6 năm 2025, huyện Quan Sơn bị giải thể do bỏ cấp huyện; xã Na Mèo chính thức là đơn vị hành chính trực thuộc tỉnh Thanh Hóa từ ngày 1 tháng 7 năm 2025.

## Hành chính
Xã Na Mèo có 9 bản: 83, Bo Hiềng, Cha Khót, Ché Lầu, Na Mèo, Na Pọng, Sa Ná, Son, Xộp Huối.